# Eilema violitincta
Eilema violitincta är en fjärilsart som beskrevs av Rothschild 1912. Eilema violitincta ingår i släktet Eilema och familjen björnspinnare. Inga underarter finns listade i Catalogue of Life.